# Borrelia recurrentis
Espèce
Borrelia recurrentis, bactérie appartenant au genre Borrelia, est l'agent responsable de la fièvre récurrente mondiale.

## synonymes (anciennes appellations)
- Spirochaete obermeieri (Cohn 1875) (synonym),
- Spirochaete recurrentis (Lebert 1874) (synonym),
- Spiroschaudinnia recurrentis (Lebert 1874) Sambon 1907 (synonym),
- Borrelia recurrentis (Lebert 1874) Bergey et al. 1925 (synonym),
- Spirochaete obermeieri (synonym),
- Spirochaete recurrentis (synonym),
- Spiroschaudinnia recurrentis (synonym)